# Xemeneia de l'Hort de Santa Anna
La Xemeneia de l'Hort de Santa Anna és un fumeral situat al camí de Paiporta a Santa Anna al municipi de Catarroja construït el 1863. És Bé de Rellevància Local amb identificador nombre 46.16.094-006